# Юнусов, Алимжан
Алимжан Юнусов — советский хозяйственный, государственный и политический деятель.

## Биография
Родился в 1926 году в селе Сузак. Член КПСС.
- В 1942—1954 гг. — продавец и счетовод в сельпо, экспедитор, начальник сельпо, начальник торгового отдела, директор Шарапской оптовой базы Сузакского района.[1]
- В 1954—1960 гг. — заведующий Сузакским райпо.[1]
- В 1960—1996 гг. — председатель правления колхоза «Коммунизм» Сузакского района Джалал-Абадской области Киргизской ССР.[1]

Указом Президента СССР от 07.05.1991 N УП-1922 удостоен звания «Заслуженный работник сельского хозяйства СССР».
C 1996 гг. — пенсионер.
Избирался депутатом Верховного Совета Киргизской ССР 7-го, 9-го созывов, народным депутатом Киргизии (1990—1995).
Жил в Сузаке.